# Азизов, Солтан Гуммет оглы
Солтан Гуммет оглы Азизов — советский хозяйственный, государственный и политический деятель.

## Биография
Родился в 1920 году в селе Кишлак. Член КПСС.
С 1939 года — на хозяйственной, общественной и политической работе. В 1939—1980 гг. — красноармеец, командир отделения, старшина батареи 204-го гаубичного артиллерийского полка 6-й стрелковой дивизии Белорусского Особого военного округа, участник Великой Отечественной войны, политрук минометной роты, заместитель командира дивизиона по политчасти 858-го стрелкового полка, затем 9-го гвардейского артиллерийского полка 283-й Гомельской Краснознаменной, ордена Суворова II степени стрелковой дивизии на Западном, Брянском, 1-м и 2-м Белорусских фронтах, заведующий отделом, первый секретарь Шекинского райкома КП Азербайджана, ответработник, первый заместитель заведующего, заведующий торговым и административно-плановым отделом ЦК КП Азербайджана, первый секретарь Агдамского, Сабирабадского райкомов КП Азербайджана, председатель Государственного комитета Совета Министров Азербайджанской ССР по овощеводству, министр заготовок Азербайджанской ССР.
Избирался депутатом Верховного Совета Азербайджанской ССР 6-9-го созывов.
Умер в Шеке в 2015 году.